# (4536) Drewpinsky
(4536) Drewpinsky (1987 DA6) – planetoida z grupy pasa głównego asteroid okrążająca Słońce w ciągu 3,25 lat w średniej odległości 2,19 j.a. Odkryta 22 lutego 1987 roku.